# أورخان سولتانوف
أورخان سيديار أغلو سولتانوف (بالأذرية: Orxan Sultanov) رئيس خدمة المخابرات الخارجية في جمهورية أذربيجان، فريق. 

## حياته
ولد أورخان سيديار أوغلو سولتانوف في 1977. و قد عمل سايقا في وزارة الخارجية (أذربيجان).
بين 2007-2011 عمل سكرتير أول بشوؤن الإنسانية لسفارة المملكة المتحدة في أذربيجان بين 2007-2011.
بعد عمله في وزارة الخارجية (أذربيجان) اعتمد خدمة المخابرات الخارجية في جمهورية أذربيجان.

## المسئوليات والوظائف
تم تعيين أورخان سولتانوف رائيسا لخدمة المخابرات الخارجية في جمهورية أذربيجان بموجب القرار رئيس جمهورية أذربيجان في 14 ديسمبر لعام 2015. 
وفقا لمرسوم رئيس جمهورية أذربيجان في 17 مارس لعام 2016، حصل أورخان سولتانوف رتبة عالية فريق.
وفقا لمرسوم أخرى لرئيس جمهورية أذربيجان كان تمنح أورخان سولتانوف بوسام «لخدمات عن الوطن» لأنشطته بالفعل صون الأمن الوطني و حماية المصلحة الوطنية.
حصل رأيس خدمة المخابرات الخارجية في جمهورية أذربيجان أورخان سولتانوف على فريق بموجب القرار لرئيس جمهورية أذربيجان في 27 مارس لعام 2019.